# Placówka Straży Granicznej I linii „Obra”

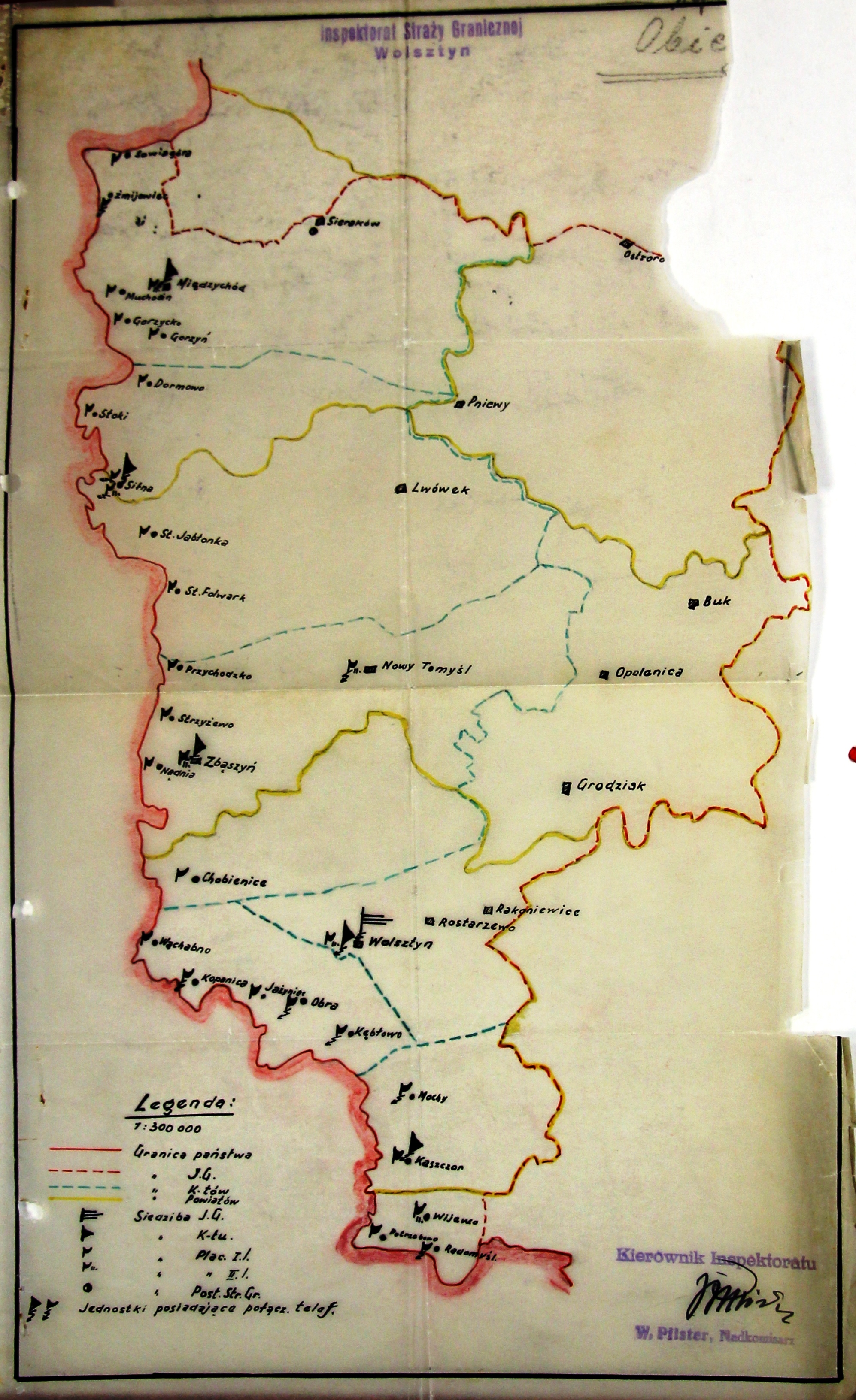
Szkic Inspektoratu Granicznego „Wolsztyn”

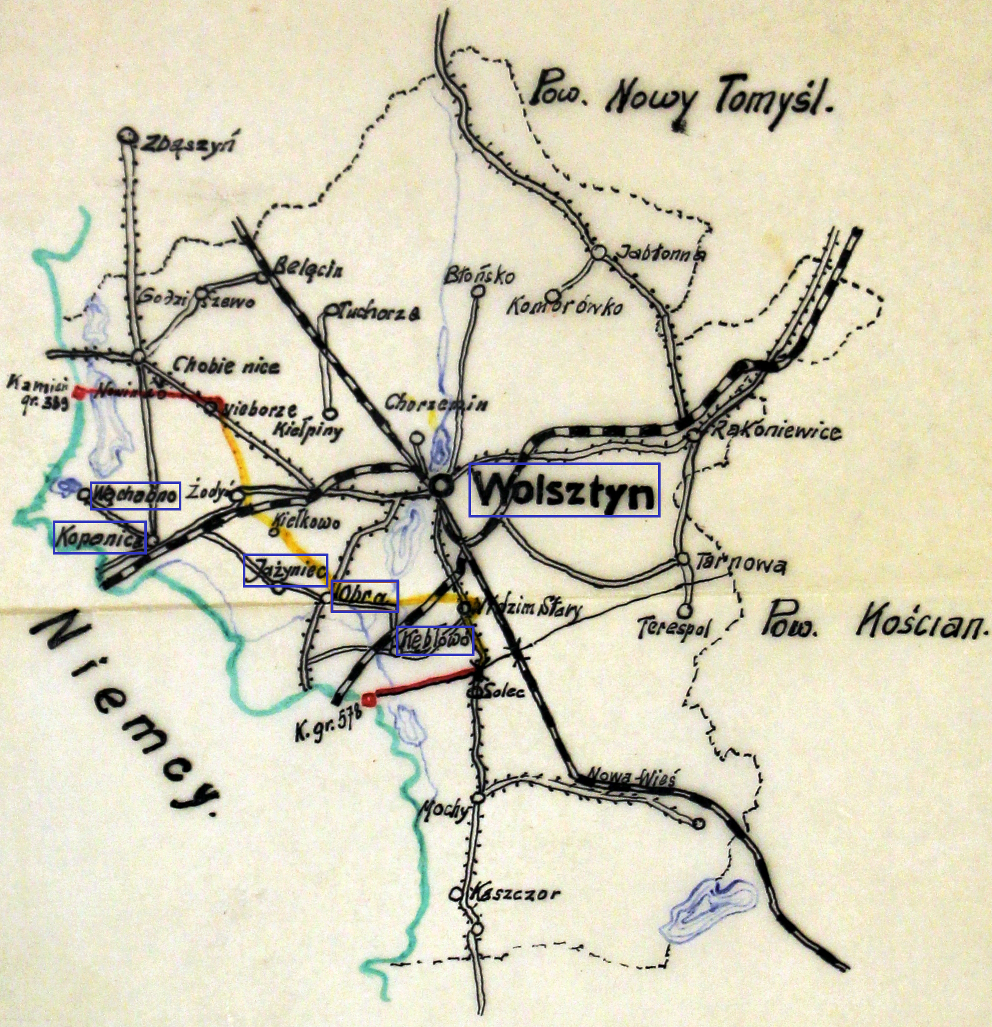
Szkic komisariatu „Wolsztyn”

Placówka Straży Granicznej I linii „Obra” – jednostka organizacyjna Straży Granicznej pełniąca służbę ochronną na granicy polsko-niemieckiej w okresie międzywojennym.

## Geneza
Na wniosek Ministerstwa Skarbu, uchwałą z 10 marca 1920 roku, powołano do życia Straż Celną. Od połowy 1921 roku jednostki Straży Celnej rozpoczęły przejmowanie odcinków granicy od pododdziałów Batalionów Celnych. Proces tworzenia Straży Celnej trwał do końca 1922 roku. Placówki Straży Celnej „Obra” i „Nowa Obra” weszły w podporządkowanie komisariatu Straży Celnej „Obra” z Inspektoratu SC „Leszno”.

## Formowanie i zmiany organizacyjne
Rozporządzeniem Prezydenta Rzeczypospolitej Polskiej Ignacego Mościckiego z 22 marca 1928 roku, do ochrony północnej, zachodniej i południowej granicy państwa, a w szczególności do ich ochrony celnej, powoływano z dniem 2 kwietnia 1928 roku  Straż Graniczną.
Rozkazem nr 3 z 25 kwietnia 1928 roku w sprawie organizacji Wielkopolskiego Inspektoratu Okręgowego dowódca Straży Granicznej gen. bryg. Stefan Pasławski określił strukturę organizacyjną komisariatu SG „Wolsztyn”. Placówka Straży Granicznej I linii „Obra” znalazła się w jego strukturze.

## Służba graniczna
Placówka w 1936 roku mieścił się w Obrze, numer domu 260. Placówka posiadała telefon (nr 2). Ochraniała odcinek granicy państwowej długości 7,1 km. Według innego pomiaru 9544 m.
Na terenie placówki znajdował się  drogowy przejściowy punkt graniczny. Punkt ochraniał jeden strażnik na szosie oddalony około 1 kilometra od przejścia. Ponadto czynnych było 10 przejść gospodarczych. Znajdowały się przy kamieniach granicznych nr 510, 511, 519, 524, 527, 528, 529, 531, 534.
Sąsiednie placówki
- placówka Straży Granicznej I linii „Kopanica” ⇔ placówka Straży Granicznej I linii „Kębłowo” − 1928[6]
- placówka Straży Granicznej I linii „Jażyniec” ⇔ placówka Straży Granicznej I linii „Kębłowo” − styczeń 1930[11]

## Kierownicy/dowódcy placówki
| stopień    | imię i nazwisko | okres pełnienia służby | kolejne stanowisko |
| ---------- | --------------- | ---------------------- | ------------------ |
| przodownik | Józef Kowalski  | był w 1932 –           |                    |